# CDBurnerXP
CDBurnerXP是Microsoft Windows下的一个光盘制作软件，使用Visual Basic .NET编写大部分代码，包含多语言支持。
此程序支持刻录数据至CD-R，CD-RW，DVD-R，DVD-RW，DVD+R，DVD+RW，Blu-ray Disc以及HD DVD，并且可以以红皮书格式刻录音频文件（WAV，MP3，MP2，FLAC，Windows Media Audio，AIFF，BWF（广播WAV）和Ogg Vorbis）。可以创建和刻录ISO映像。可以刻录UDF格式以及/或者ISO-9660格式。支持创建启动光盘。
CDBurnerXP是一个免費软件，但是由于使用了一些专有库而封閉原始碼。